# 香蘇散
香蘇散(こうそさん)は、漢方薬である。行気薬として気滞タイプの風邪などに使われる。出典は『和剤局方』。

## 概要
名称は、構成生薬の内の香附子と蘇葉に由来する。
元来、虚弱体質の人の風邪が適応だが、老人の場合一見頑強に見えても抵抗力は低下していることが普通なので、60歳以上であれば、体質を選ばず使用してよいと思われる、と大塚恭男は述べている。いつも風邪をひいていると訴える人や、鬱状態をともなっている人には、平素から服用してもらうことで風邪の予防になると大塚恭男は述べている。

## 構成生薬
- 香附子（ハマスゲの塊茎）
- 陳皮(ウンシュウミカンの果皮)
- 蘇葉(シソやチリメンジゾの葉)
- 生姜(ショウガの根茎)
- 甘草(ウラルカンゾウまたは同属植物の根および根茎)

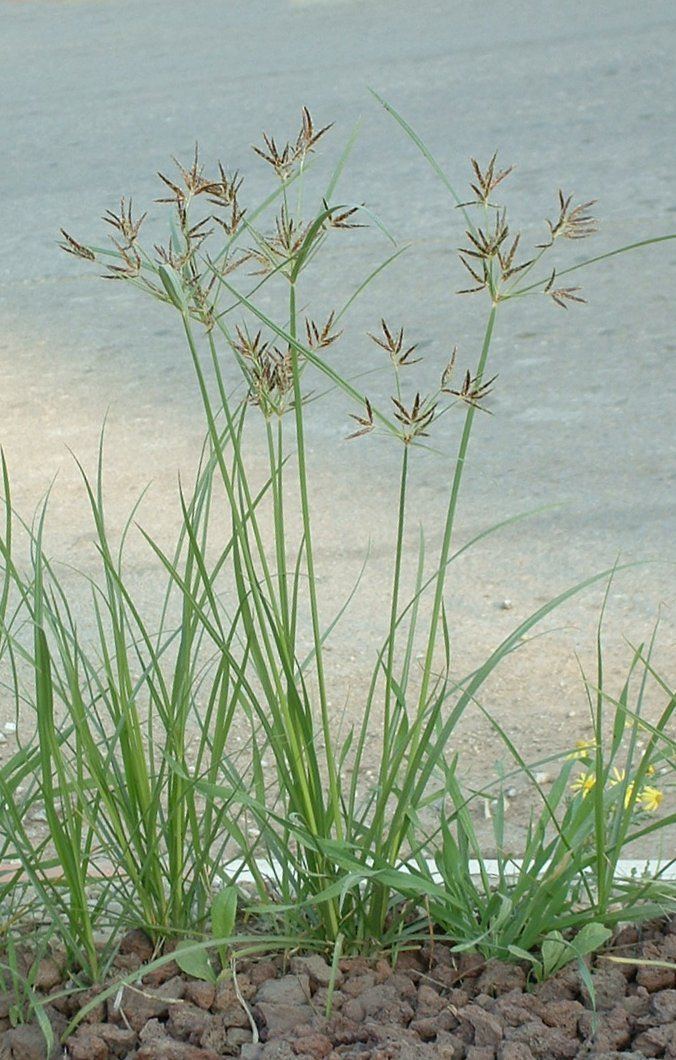
香附子
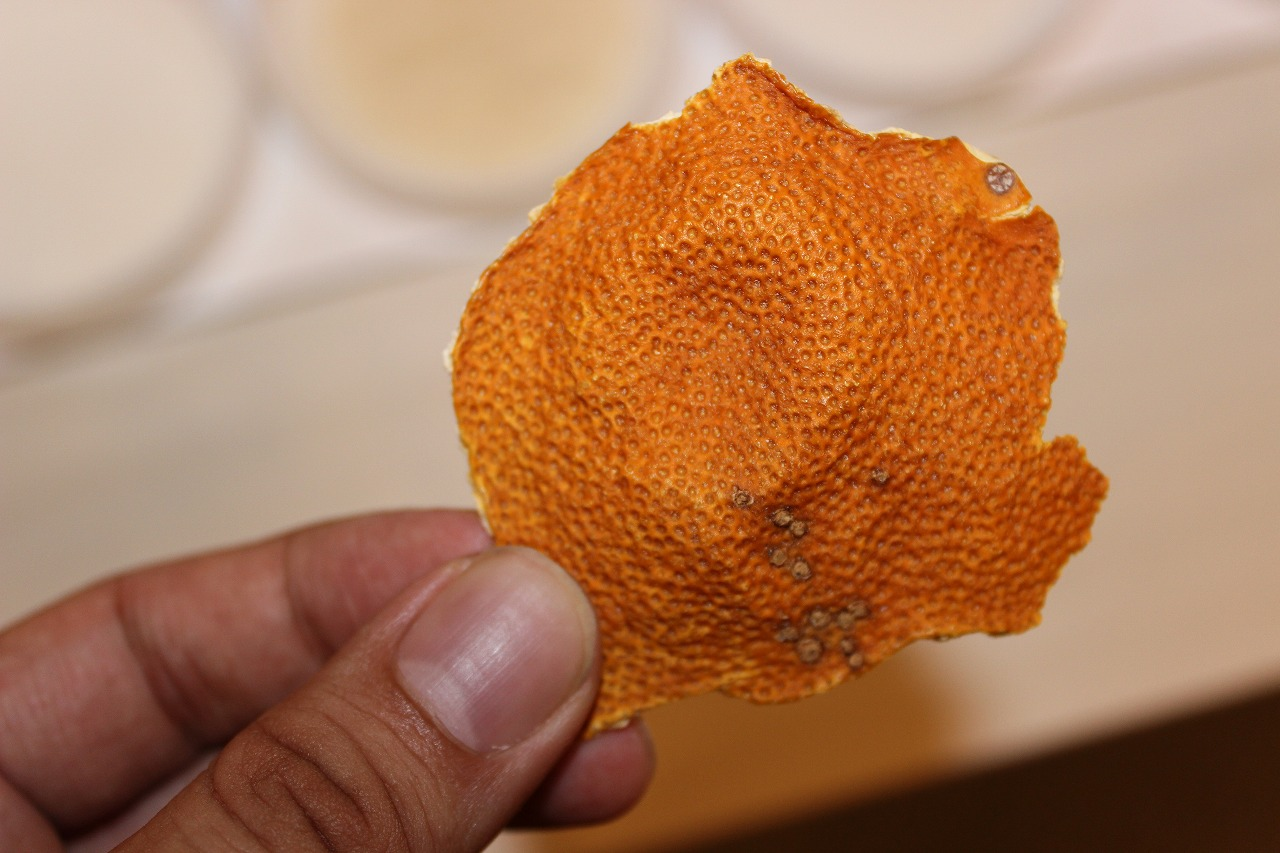
陳皮
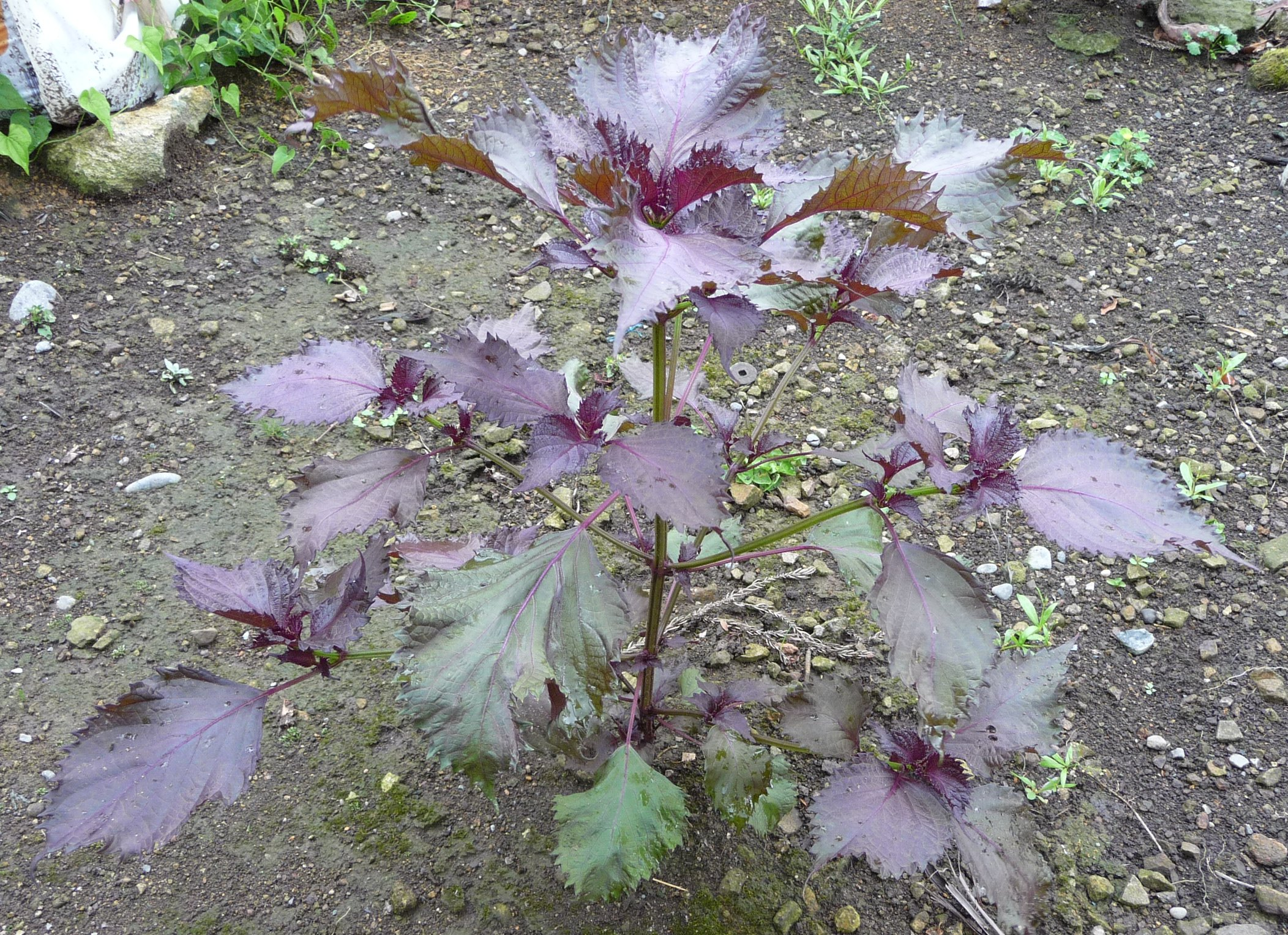
蘇葉（ソヨウ）
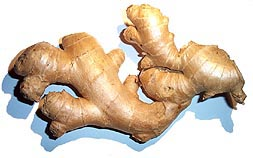
生姜
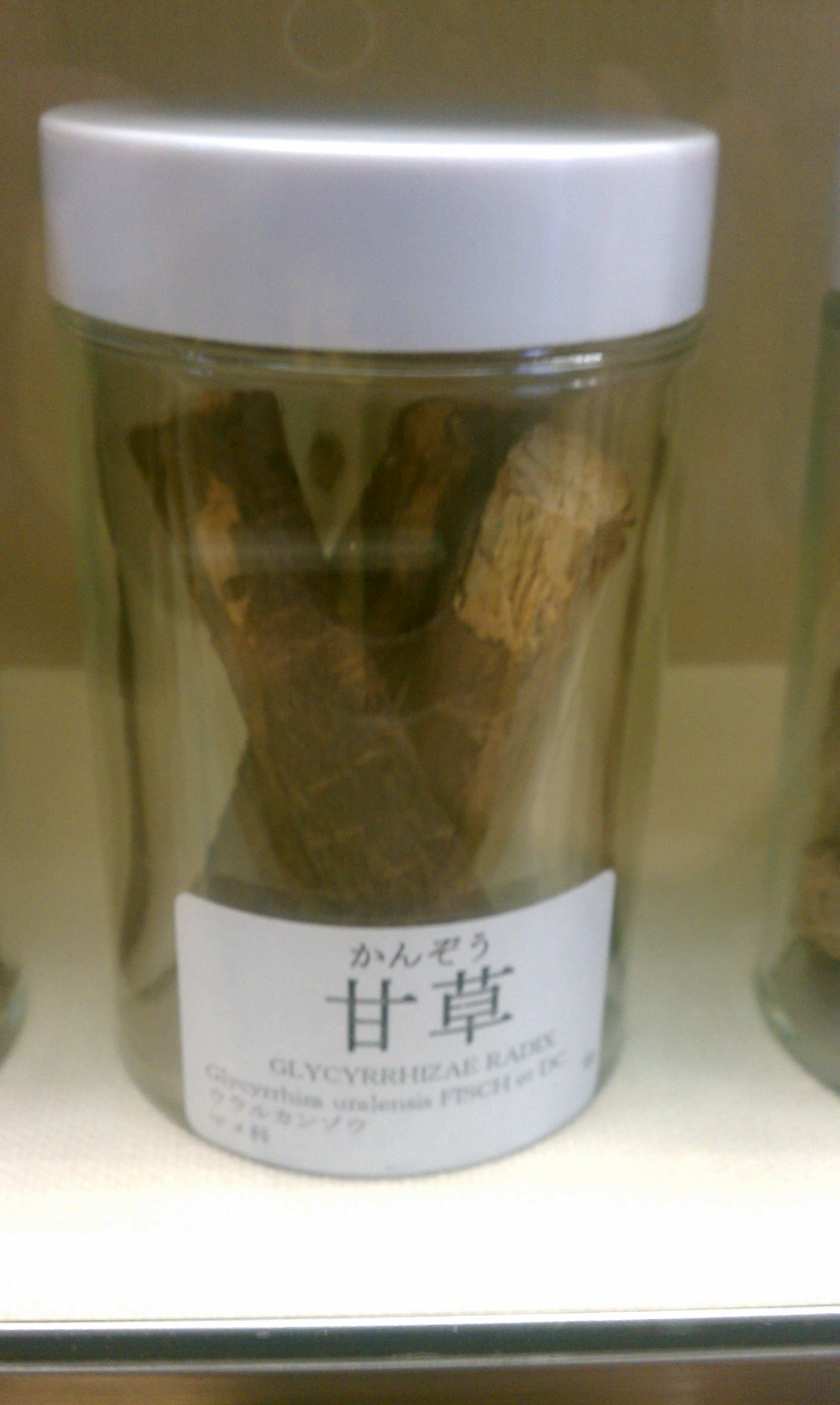
甘草